# Цыберт, Екатерина Максимовна
Екатерина Максимовна Цыберт (род. 12 октября 2001 года, Уссурийск, Приморский край, Россия) — российская самбистка и дзюдоистка. Чемпионка России и мира по пляжному самбо. Мастер спорта России международного класса по самбо, мастер спорта России по дзюдо.

## Биография
Родилась Цыбрет 12 октября 2001 года в г. Уссурийск, Приморский край. С 11 лет занимается самбо. Является выпускницей уссурийского ДЮСШ. Первым тренером Екатерины была Кристина Сташкевич. С 2019 года представляет Свердловскую область и тренируется в спортивном клубе «Родина».

## Спортивная карьера
В 2018 году стала победительницей первенства мира среди кадетов в Грузии. В феврале 2019 году стала второй на первенстве России среди юниоров в весе до 56 кг и первой на первенстве России среди кадетов. В октябре 2019 году снова выиграла первенства мира среди кадетов, который прошёл в Узбекистане. В феврале 2020 успешно выступила на первенстве России среди юниоров в г. Рязань. В ноябре 2020 года ей не было равных на юниорском первенстве мира в сербском Нови-Саде в весе до 56 кг. В феврале 2021 во второй раз триумфально закончила выступление на первенстве России среди юниоров в Ханты-Мансийске в новой для себе весовой категории до 59 кг. В сентябре выиграла первые Игры стран СНГ в Казани. В октябре 2021 в очередной раз принесла в копилку сборной России золотую медаль на прошедшим первенстве мира среди юниоров в Салониках (Греция). В ноябре 2022 года попробовала свои силы на взрослом кубке России в Кстово, где дошло до финала в весе до 59 кг.

### 2023
В 2023 году Цыберт имела самый большой успех в своей карьере, в январе была третьей на первенстве России до 24 лет, затем в марте она попробовала свои силы по правилам дзюдо на первенстве России до 23 лет в Екатеринбурге. В июне впервые стала чемпионкой России по пляжному самбо в Оренбурге. В начале сентября стала чемпионкой мира по пляжному самбо в Доминикана, победив в финале голландку Сашу Бувалду. В конце сентября выступила на взрослом чемпионате России по дзюдо, где стала пятой. В ноябре финишировала с золотой медалью на кубке России.

### 2024
В мае 2024 года выиграла кубок мира по самбо, прошедший в столице Армении Ереване. В июне стала второй на чемпионате России по пляжному самбо.

## Спортивные результаты
- Взрослый уровень:
  - 2022 Кубок России — ;
  - 2023 Чемпионат России по пляжному самбо — ;
  - 2023 Чемпионат мира по пляжному самбо — ;
  - 2023 Кубок России — ;
  - 2024 Кубок мира — ;
  - 2024 Чемпионат России по пляжному самбо — ;
  - 2024 Russian judo tour: Челябинск — ;[9]

- Юниорский уровень:
  - 2019 Первенство России — ;
  - 2020, 2021 Первенство России — ;
  - 2020, 2021 Первенство мира — ;
  - 2021 Игры стран СНГ — ;
  - 2023 Первенство России до 24 лет — ;

- Кадетский уровень
  - 2018 Первенство России — ;[3]
  - 2019 Первенство России — ;[3]
  - 2018, 2019 Первенство мира — ;

## Личная информация
Живет и тренируется в г. Екатеринбург. Она студентка Российского государственного профессионально-педагогического университета.